# TWIN PERFECT COLLECTION
『TWIN PERFECT COLLECTION』（ツイン・パーフェクト・コレクション）は、2003年3月21日にテイチクエンタテインメントから発売された新田一郎のベスト・アルバム。

## 概要
『CONTINENTAL BEST COLLECTION』シリーズの5番目のタイトルとして発売された。
新田一郎がContinental（テイチク）在籍時に発表した楽曲を2枚のCDに完全収録したアルバム。
3枚のオリジナル・アルバムをそのままの曲順で全曲収録。シングルのみで発表された2曲を追加。
それぞれの区切りとして新録音の4曲を挿入した形になっている。全曲初CD化。
ネット上の『新盤お願い計画』から発売された最初で最後の作品となった。
発売にあたって新田本人がリマスタリングを監修、ライナーノーツを執筆している。
ジャケットデザインはスペクトラムのベスト・アルバム『スペクトラム伝説』と自身のソロ4作目『福助』、それぞれのジャケットの流用によるものだが、これも新田のアイデアによる。

## 収録曲

### Disc 1
1. 流星City
2. コンプレックス
3. 7月のミラージュ
4. 残像（アフター・イマージュ）
5. こわれものSituation
6. Moment
7. もういちどSingle Girl
8. Daybreak〜夜明け〜
9. 傷ついた白夜(Island Nights)
10. 街角から愛をこめて(Album Version)
11. 1983' アミューズカンパニー
12. □○△×≦ΣΩΦ≠
13. 出逢って5秒
14. バイセクシュアル
15. 背中でGOOD LUCK
16. おめざめエアロビクス
17. 綺麗さっぱり

### Disc 2
1. WAITING FOR YOU
2. NEW WINDS
3. AOYAMA "FLY ME TO THE MOON"
4. WONDERFUL NIGHT
5. 渡り鳥 はぐれ鳥
6. ×□○△Ω≦ΣΦΩ
7. 嘘つきカモメ
8. 月の女のエピソード
9. 勝手な夜
10. 涙プラス
11. 夢の行方
12. 原宿心中
13. 伐折羅大将
14. ミモザ館
15. さよならから始めよう
16. 一日だけの淑女
17. 渡り鳥 はぐれ鳥(Live Version)
18. 福助
19. △×□○≠≦ΣΩΦ
20. ほ・ろ・り
21. NOT FOR SALE-Part 2
22. ○△×□ΦΣ≠≦Ω〆